# Diachlorus fascipennis
Diachlorus fascipennis är en tvåvingeart som beskrevs av Lutz 1913. Diachlorus fascipennis ingår i släktet Diachlorus och familjen bromsar. Inga underarter finns listade i Catalogue of Life.